# Розленд (Флорида)
Розленд (англ. Roseland) — статистически обособленная местность, расположенная в округе Индиан-Ривер (штат Флорида, США) с населением в 1775 человек по статистическим данным переписи 2000 года.

## География
По данным Бюро переписи населения США статистически обособленная местность Розленд имеет общую площадь в 8,29 квадратных километров, из которых 5,18 кв. километров занимает земля и 3,11 кв. километров — вода. Площадь водных ресурсов округа составляет 37,52 % от всей его площади.
Статистически обособленная местность Розленд расположена на высоте 6 м над уровнем моря.

## Демография
По данным переписи населения 2000 года в Розлендe проживало 1775 человек, 506 семей, насчитывалось 842 домашних хозяйств и 987 жилых домов. Средняя плотность населения составляла около 214,11 человек на один квадратный километр. Расовый состав населённого пункта распределился следующим образом: 96,68 % белых, 0,23 % — чёрных или афроамериканцев, 0,28 % — коренных американцев, 1,35 % — азиатов, 0,90 % — представителей смешанных рас, 0,56 % — других народностей. Испаноговорящие составили 1,24 % от всех жителей статистически обособленной местности.
Население статистически обособленной местности по возрастному диапазону по данным переписи 2000 года распределилось следующим образом: 13,2 % — жители младше 18 лет, 4,7 % — между 18 и 24 годами, 19,0 % — от 25 до 44 лет, 27,5 % — от 45 до 64 лет и 35,6 % — в возрасте 65 лет и старше. Средний возраст жителей составил 54 года. На каждые 100 женщин в Розлендe приходилось 93,4 мужчин, при этом на каждые сто женщин 18 лет и старше приходилось 92,0 мужчин также старше 18 лет.
Средний доход на одно домашнее хозяйство статистически обособленной местности составил 28 188 долларов США, а средний доход на одну семью — 34 853 доллара. При этом мужчины имели средний доход в 30 326 долларов США в год против 27 188 долларов среднегодового дохода у женщин. Доход на душу населения статистически обособленной местности составил 28 188 долларов в год. 9,1 % от всего числа семей в населённом пункте и 18,7 % от всей численности населения находилось на момент переписи населения за чертой бедности, при этом 42,2 % из них были моложе 18 лет и 7,2 % — в возрасте 65 лет и старше.